# Adachi and Shimamura
Adachi and Shimamura (jap. 安達としまむら Adachi to Shimamura) – seria light novel z gatunku yuri napisana przez Hitomę Irumę i zilustrowana przez Nona. Od października 2012 roku jest wydawana w czasopiśmie „Dengeki Bunko Magazine” nakładem wydawnictwa ASCII Media Works. Na jej podstawie powstały dwie serie mangi oraz serial anime stworzony przez studio Tezuka Productions.

## Fabuła
Sakura Adachi, uczennica pierwszej klasy liceum, opuszcza lekcje i przesiaduje na piętrze w szkolnej sali gimnastycznej, aby zabić czas. Poznaje Hougetsu Shimamurę, dziewczynę, która również opuszcza zajęcia. Zaczynają grać w ping-ponga, aż w końcu postanawiają wrócić do klasy. W miarę spędzania ze sobą coraz większej ilości czasu, stają się najlepszymi przyjaciółmi. Z powodu tych kontaktów Adachi ma problemy z wyrażaniem swoich uczuć wobec Shimamury, a Shimamura ma wrażenie, że Adachi jest dla niej tylko przyjaciółką.

## Bohaterowie
- Sakura Adachi (jap. 安達 桜 Adachi Sakura)

Seiyū: Akari Kitō 
Uczennica pierwszej klasy liceum, która często opuszcza zajęcia. Piękna dziewczyna o smukłej sylwetce i czarnych włosach, pracująca na pół etatu w chińskiej restauracji. Na piętrze w sali gimnastycznej spotyka Shimamurę, która również opuszcza lekcje. Jej uczucia wobec Shimamury zmieniają się w miarę obcowania z nią. Nie jest dobra w kontaktach towarzyskich i nie potrafi dogadać się z rodzicami.
- Hougetsu Shimamura (jap. 島村 抱月 Shimamura Hougetsu)

Seiyū: Miku Itō 
Uczennica pierwszej klasy liceum, mająca tendencję do opuszczania zajęć, choć nie tak często jak Adachi. Ma jasnobrązowe włosy i niewinną osobowość. Chociaż uważa, że kontakty towarzyskie są kłopotliwe, ma talent do opiekowania się innymi.
- Akira Hino (jap. 日野 晶 Hino Akira)

Seiyū: Manami Numakura 
Najmłodsza córka zamożnej rodziny, mająca czterech starszych braci; frywolna dziewczyna, niskiego wzrostu, o czarnych włosach. Nie jest przyzwyczajona do wysublimowanej atmosfery panującej w jej domu, często przebywa u Nagafuji. W liceum zaprzyjaźniła się z Shimamurą.
- Taeko Nagafuji (jap. 永藤 妙子 Nagafuji Taeko)

Seiyū: Reina Ueda 
Dziewczyna z liceum, wysoka jak Shimamura, z dużym biustem i w okularach. Jej ostatnim zmartwieniem jest to, że chłopcy się na nią gapią. Jest trochę nieostrożna i zawsze dokucza Hino, z którą przyjaźni się od przedszkola.
- Yashiro Chikama (jap. 知我麻 社 Chikama Yashiro)

Seiyū: Iori Saeki 
Samozwańcza kosmitka z przyszłości, która przybywa na Ziemię w poszukiwaniu swojego zaginionego rodaka z kosmosu. Wygląda jak dziewczynka z podstawówki, ale twierdzi, że ma około 620 lat. Lubi Shimamurę i często bawi się w domu z jej młodszą siostrą. Zazwyczaj włóczy się po mieście.
- Tarumi (jap. 樽見)

Seiyū: Ai Kayano 
Najlepsza przyjaciółka Shimamury w szkole podstawowej. Wraz z Shimamurą zwracały się do siebie „Shima-chan” i „Taru-chan”, ale z powodu uczęszczania do różnych gimnazjów oddaliły się od siebie. Przypadkowo spotykają się ponownie zimą, w pierwszej klasie liceum, z nadzieją na odnowienie przyjaźni. Taru-chan ma reputację delikwentki, ponieważ w gimnazjum często opuszczała lekcje i włóczyła się po okolicy.

## Light novel
Oryginalna seria light novel, napisana przez Hitomę Irumę i zilustrowana przez Nona, została po raz pierwszy opublikowana w czasopiśmie „Dengeki Bunko Magazine” wydawnictwa ASCII Media Works w październiku 2012. ASCII Media Works rozpoczęło publikację serii pod imprintem Dengeki Bunko 10 marca 2013.
| Nr | Data wydania (język japoński) | ISBN (język japoński)  |
| -- | ----------------------------- | ---------------------- |
| 1  | 10 marca 2013                 | ISBN 978-4-04-891421-5 |
| 2  | 10 września 2013              | ISBN 978-4-04-891960-9 |
| 3  | 9 sierpnia 2014               | ISBN 978-4-04-866777-7 |
| 4  | 9 maja 2015                   | ISBN 978-4-04-865115-8 |
| 5  | 10 listopada 2015             | ISBN 978-4-04-865505-7 |
| 6  | 10 maja 2016                  | ISBN 978-4-04-865946-8 |
| 7  | 10 listopada 2016             | ISBN 978-4-04-892517-4 |
| 8  | 10 maja 2019                  | ISBN 978-4-04-912383-8 |
| 9  | 10 października 2020          | ISBN 978-4-04-913128-4 |
| 10 | 10 września 2021              | ISBN 978-4-04-913998-3 |
| 11 | 9 grudnia 2022                | ISBN 978-4-04-914689-9 |

## Manga
Adaptacja mangowa zilustrowana przez Mani była publikowana online na witrynie „Gangan Online”, należącej do Square Enix, od 4 kwietnia 2016 do 22 grudnia 2017. Została zebrana w trzech tomach tankōbon. Druga seria mangi z ilustracjami Moke Yuzuhary jest publikowana przez wydawnictwo ASCII Media Works na łamach magazynu „Dengeki Daioh” od 25 maja 2019. Według stanu na 26 lutego 2022, do tej pory wydano 4 tomy.

### Seria z 2016
| Nr | Data wydania (język japoński) | ISBN (język japoński)  |
| -- | ----------------------------- | ---------------------- |
| 1  | 22 grudnia 2016               | ISBN 978-4-75-755188-6 |
| 2  | 9 czerwca 2017                | ISBN 978-4-75-755346-0 |
| 3  | 22 grudnia 2017               | ISBN 978-4-75-755523-5 |

### Seria z 2019
| Nr | Data wydania (język japoński) | ISBN (język japoński)  |
| -- | ----------------------------- | ---------------------- |
| 1  | 27 listopada 2019             | ISBN 978-4-04-912870-3 |
| 2  | 10 października 2020          | ISBN 978-4-04-913482-7 |
| 3  | 27 maja 2021                  | ISBN 978-4-04-913811-5 |
| 4  | 26 lutego 2022                | ISBN 978-4-04-914265-5 |

## Anime
Adaptacja w formie telewizyjnego serialu anime została zapowiedziana 6 maja 2019. Seria została wyprodukowana przez studio Tezuka Productions i wyreżyserowana przez Satoshiego Kuwabarę, za kompozycję serii odpowiada Keiichirō Ōchi, a postacie zaprojektowała Shizue Kaneko. Muzykę skomponowały Natsumi Tabuchi, Hanae Nakamura i Miki Sakurai. Motywem otwierającym jest „Kimi ni aeta hi” (jap. 君に会えた日) w wykonaniu Akari Kitō i Miku Itō, wcielających się w główne bohaterki, natomiast końcowym „Kimi no tonari de” (jap. キミのとなりで) autorstwa Kitō. Liczący 12 odcinków serial był emitowany od 9 października do 25 grudnia 2020 w stacjach TBS i BS11. Funimation nabyło licencję na dystrybucjęserii i udostępniło ją na swojej stronie internetowej w Ameryce Północnej i na Wyspach Brytyjskich oraz na AnimeLab w Australii i Nowej Zelandii. 17 lutego 2021 roku Funimation ogłosiło, że serial otrzyma angielski dubbing, a pierwszy odcinek będzie miał premierę następnego dnia. Po przejęciu Crunchyroll przez Sony seria została przeniesiona do tegoż serwisu.

### Lista odcinków
| №  | Tytuł | Reżyseria          | Scenariusz     | Premiera             |
| -- | --- | ------------------ | -------------- | -------------------- |
| 1  | Playing Ping-Pong in Our Uniforms Seifuku pinpon (制服ピンポン)                                                              | Fumihiro Yoshimura | Keiichirō Ōchi | 9 października 2020  |
| 2  | Adachi Question Adachi kuesuchon (安達クエスチョン)                                                                          | Yasuo Iwamoto      | Keiichirō Ōchi | 16 października 2020 |
| 3  | Isosceles Triangle Nitōhen toraianguru (二等辺トライアングル)                                                                | Takuo Suzuki       | Keiichirō Ōchi | 23 października 2020 |
| 4  | High School Girls On Holiday Joshikōsei horidi (女子高生ホリディ)                                                            | Taiji Kawanishi    | Mayumi Morita  | 30 października 2020 |
| 5  | Adachi’s Question Adachizu Q (アダチズQ)                                                                                     | Kaoru Yabana       | Mayumi Morita  | 6 listopada 2020     |
| 6  | White Album Howaito arubamu (ホワイト・アルバム)                                                                             | Ryūta Yamamoto     | Keiichirō Ōchi | 13 listopada 2020    |
| 7  | Please Choose the Best Chocolate for Me Watashi ni fusawashii choko o kimete kudasai (私に相応しいチョコを決めてください)    | Tomio Yamauchi     | Keiichirō Ōchi | 20 listopada 2020    |
| 8  | The Briar That Weaves the Past: Old Rose Kako o tsumugu ibara ōrudo rōzu (過去を紡ぐ茨 オールドローズ)                       | Fumihiro Yoshimura | Mayumi Morita  | 27 listopada 2020    |
| 9  | Love That Embraces the Holy Mother: Marigold Soshite seibo o hōyō suru ai marīgōrudo (そして聖母を抱擁する愛 マリーゴールド) | Ryūta Yamamoto     | Keiichirō Ōchi | 4 grudnia 2020       |
| 10 | Cherry Blossoms and Spring and Spring and the Moon Sakura to haru to haru to tsuki to (桜と春と 春と月と)                    | Fumio Maezono      | Keiichirō Ōchi | 11 grudnia 2020      |
| 11 | The Moon and Determination, Determination and Friends Tsuki to ketsui to ketsui to tomo to (月と決意と 決意と友と)           | Masami Hata        | Mayumi Morita  | 18 grudnia 2020      |
| 12 | Friends and Love, Love and Cherry Blossoms Tomo to ai to ai to sakura to (友と愛と 愛と桜と)                                 | Fumihiro Yoshimura | Keiichirō Ōchi | 25 grudnia 2020      |